# Фордландия
Фордландия (порт. Fordlandia) — посёлок, входящий в муниципалитет Авейру бразильского штата Пара. Основан в 1928 году американским промышленником Генри Фордом с целью добычи каучука в Амазонии. По данным переписи 2017 года, население Фордландии составило 3 000 человек.

## Предыстория
В 1920-х годах «Ford Motor Company» стремилась избежать британской монополии на поставку резины, в основном используемой для производства шин и других деталей для автомашин.
Генри Форд искал альтернативные варианты и места для производства каучука. Изначально в качестве подобного места рассматривалась Центральная Америка, однако позже производственные мощности компании были перенесены в бразильский штат Пара, губернатор которого Дионисио Бентес выделил корпорации участок общей площадью около 2,5 миллионов акров (10 100 км2), носивший название «Боа Виста».

## Основание города
Работы по возведению города были начаты в 1926 году компанией Companhia Ford Industrial do Brasil. Практически с самого своего начала, проект испытывал различные логистические проблемы, помимо прочего рабочие регулярно страдали от малярии и жёлтой лихорадки. Окончательно город был основан и заселён первыми жителями в 1928 году. В Фордландии имелись собственная библиотека, школа, больница, детская площадка, кафетерий, клубы, поле для гольфа и т. д.
Согласно данным переписи 1930 года, население города составляло 10 000 человек, большинство из которых являлись рабочими — бразильцами, в то время как менеджеры «Ford» проживали в так называемой Американской деревне, от которой в настоящее время осталось лишь шесть домов.

## Общественная жизнь
Поскольку Фордландия была основана на принципах традиционно американского идеала жизни, среди её населения активно насаждалась западная культура: жители обязаны были посещать вечера поэзии и петь англоязычные песни, а в ресторанах и кафе подавались пицца, хот-доги и консервированные супы. Помимо прочего, в Фордландии под запретом находились проституция и алкоголь. В городе был организован специальный патруль, следивший за соблюдением правил.

## Крах
В 1930 году группа местных жителей, уставших от многочисленных запретов, взбунтовалась против американцев. Восставшие разгромили городской кафетерий, перерезали телеграфные провода и выгнали все руководство города в джунгли на несколько дней.
Для усмирения мятежа городские власти были вынуждены обратиться за помощью к бразильской армии, после чего между городской администрацией и протестующими был подписан мирный договор, — предусматривавший, в частности, смягчение ряда запретов, однако к 1934 году большая часть населения все равно покинула Фордландию.

## Современное состояние
В 1945 году Генри Форд II — внук Генри Форда, продал территорию города обратно правительству Бразилии с общим убытком в более 20 миллионов $, что эквивалентно 288 млн $ по курсу 2020 года. В период с начала 1950-х по конец 1970-х годов правительство Бразилии через министерство сельского хозяйства установило в этом районе несколько объектов. Дома, которые когда-то принадлежали сотрудникам компании Форда, затем были переданы семьям сотрудников министерства, чьи потомки до сих пор занимают их.
До второй половины первого десятилетия XXI века в городе проживало примерно 90 человек. На тот момент в Фордландии не предоставлялось никаких основных социальных услуг, а медпомощь доставлялась только на лодке с большими временными интервалами. Все изменилось в период, когда бездомные люди решили вернуться в город, часто претендуя на владение домами. В городе, ныне являющимся районом муниципалитета Авейру, по состоянию на 2017 год проживает около 3000 человек.